# Paul Winkler (Verleger)
Paul Winkler (* 7. Juli 1898 in Budapest; † 23. September 1982 in Melun) war ein ungarisch-französischer Autor, Journalist und Verleger jüdischer Herkunft.

## Leben
Winkler studierte an der Universität von Amsterdam. Mitte der 1920er Jahre ging er nach Paris und gründete die Presse- und Verlagsagentur Opera Mundi. Dank King Features von William Randolph Hearst, der Micky Maus verlegte und Winkler zu seinem Europa-Repräsentanten machte, war sie 15 Jahre später die größte Agentur Europas. Zu dieser Zeit war Winkler zudem  zweitgrößter Herausgeber für Magazine in Frankreich und Presseberater des Ministerpräsidenten Édouard Herriot. Sein Comic-Magazin Le Journal de Mickey, das 1934 startete, hatte die für ein Kindermagazin damals mächtige Auflage von 400.000 Stück pro Woche.
Mit der Etablierung von Vichy-Frankreich im Juni 1940 emigrierte Winkler in die Vereinigten Staaten, wohin er seine  Unternehmenswerte und das Konzept mitnahm. Er war dort Eigner der Press Alliance, Inc., die, neu für den amerikanischen Markt, neben dem Vertrieb von Pressemeldungen als Agentur für Literaten sowie Herausgeber von Magazinen (Gesamtauflage ~1,4 Mio.) auftrat. Winkler verkaufte Artikel und Kolumnen und rekrutierte dafür populäre Autoren wie die Boulevardjournalistin Elsa Maxwell.
Nach dem Zweiten Weltkrieg kehrte Winkler nach Frankreich zurück und gründete Opera Mundi neu. Als Lizenznehmer von The Walt Disney Company publizierte er ab 1947 Donald Duck und ab 1952 über Hachette erneut „Le Journal de Mickey“ mit einer Auflage von 650.000–700.000 Exemplaren wöchentlich. Daneben gründete er eine Reihe anderer französischer Journale, wie 1945 das Frauenmagazin Confidences, das bereits in den USA während des Krieges mit 1 Mio. Exemplaren erschienen war. Weiter ist Winkler Gründer der auf französische politische Biografien spezialisierten Editions de Trevise und war Generaldirektor und Editor von France Soir.

## Werk
Der politische Autor Winkler kaufte sich in den USA als außenpolitischer Kolumnist bei The Washington Post ein und polemisierte dort gegen NS-Deutschland. So warnte er etwa davor auf „den guten Deutschen“ in Deutschland zu hoffen, denn „dort kämpften nur zwei Arten des Bösen miteinander“, die man „das am besten zusammen in einer Grube allein austragen lassen sollte“. Weitere Artikel erschienen im New York Herald.
Das 1943 unter dem Eindruck des Zweiten Weltkrieges zusammen mit seiner Frau Betty publizierte Werk The Thousand-Year Conspiracy: Secret Germany Behind the Mask das germanophobe Ressentiments bedient, zirkuliert bis heute als Verschwörungstheorie. Darin wird erklärt, dass Deutsche einer tausendjährigen Konspiration folgen, die sie evolutionär als „preußisch-teutonische Kräfte“ von anderen westlichen Zivilisationen unterscheiden.
Bis heute publiziert wird auch der im selben Jahr erschienene US-Bestseller „Paris Underground“. Unter der Legende der realen Heldin „Etta Shiber“ schrieb das Buch Winklers Frau Betty mit ihm als Ghost-Writer. Es wurde 1945 von Constance Bennett, die mit Gracie Fields  als Britin und Amerikanerin die Hauptrolle spielt, als Film produziert. Der Plot erzählt das Leben dieser  Frauen in Paris. Sie bringen alliierte Flieger ins „freie Frankreich“ und werden später von der Gestapo verhaftet. Vor dem sicheren Tod rettet sie die United States Army.

## Werke
- The Thousand-Year Conspiracy: Secret Germany Behind the Mask. Charles Scribner’s Sons, New York. 1943
- Etty Shiber, mit "Anne und Paul Dupre" [i.e. Betty u. Paul Winkler]: Paris Underground. Scribner’s, New York 1943. (Deutsche Erstausgabe: Stockholm 1944: Bermann-Fischer Verlag)